# راسيل باول
راسيل باول (بالإنجليزية: Russ Powell)‏ هو ممثل أمريكي، ولد في 16 سبتمبر 1875 في الولايات المتحدة، وتوفي في 28 نوفمبر 1950 بلوس أنجلوس في الولايات المتحدة.

## وصلات خارجية
- راسيل باول على موقع IMDb (الإنجليزية)
- راسيل باول على موقع قاعدة بيانات برودواي على الإنترنت (الإنجليزية)
- راسيل باول على موقع قاعدة بيانات الفيلم (الإنجليزية)